# Otto Klein
Pour les articles homonymes, voir Klein.
Otto Klein, né le 7 juin 1932 à Hajdúböszörmény en Hongrie et mort le 24 mars 2014 à Genève, déporté avec son frère jumeau, Ferenc Klein, est un des derniers survivants du « bloc des jumeaux » d’Auschwitz,  petits cobayes de Joseph Mengele. 

## Biographie
Otto Klein est né le 7 juin 1932, à Hajdúböszörmény, une ville d'environ 30 000 habitants, située à 20 kilomètres de Debrecen en Hongrie, dans une famille juive orthodoxe. Il a un frère jumeau Ferenc (Frank) Klein et une sœur aînée, Agnès Klein, née à Debrecen.
Son père, Solomon Klein, né en 1891, à Hajdúböszörmény, a une entreprise de bois (pour la construction) et de charbon ainsi qu'une entreprise de ciment, datant des années 1800. Sa mère, Lily Klein (née Schwartz), originaire de Slovaquie, est venue avec sa famille en Hongrie en 1920.
Otto Klein fréquente le heder, où il reçoit une éducation religieuse.
La vie normale des Kleins et de la communauté juive en Hongrie change avec l'invasion du pays par les troupes allemandes le 18 mars 1944.
Le père est arrêté en avril 1944. Sa famille ne le reverra plus. Il est transféré à Debrecen, dans un « camp d'otages » et éventuellement est déporté à Mauthausenet il meurt dans les Marches de la mort (Shoah).
Les Juifs de Hajdúböszörmény sont forcés d'arborer l'étoile jaune. Ils sont mis de force dans un ghetto, d'environ 1 000 personnes, pendant une courte période de temps (environ 3 semaines) avant d'être transférés à Debrecen. Dans le ghetto, la famille Klein, privée du père, compte 5 membres : les 3 enfants, la mère, et une tante (sœur du père) qui vivait chez eux. Ils sont parqués dans une pièce.
Le ghetto est liquidé et les résidents transférés, par la police hongroise, à Debrecen dans une fabrique de briques, où les détenus couchent sur la paille, dans un environnement très poussiéreux, en relation avec la nature de la fabrique. Ils vont y rester environ 5 jours, avant la déportation.

### Déportation
Otto Klein et  Ferenc Klein, leur sœur, Agnès Klein, leur mère, Lily Klein, et la tante, sont déportés de Hongrie le 24 juin 1944 vers Auschwitz, où ils arrivent le 27 juin 1944. Il fait très chaud durant le voyage. Une femme donne naissance durant le transport, en absence d'eau.
À l'arrivée du train à Auschwitz, la mêre est sélectionnée pour la chambre à gaz et un prisonnier juif polonais remarque la présence des jumeaux et va prévenir le docteur nazi Joseph Mengele de leur présence. Ils sont conduits au camp "F", au bloc "15", de Birkenau, où sont logés les jumeaux soumis aux observations et expériences de Mengele.
Ferenc Klein est tatoué avec le numéro A5331 et Otto Frank avec le numéro A5332.
Les jumeaux sont selectionnés par le docteur nazi Joseph Mengele pour des expériences.
Ils subissent de nombreux examens médicaux et psychologiques, de nombreuses séances de mesures. Ils sont examinés par Mengele et des médecins prisonniers, le docteur Epstein, originaire de Tchécoslovaquie, le docteur Stein, ophtalmologue de Paris (les jumeaux apprennent qu'ils lui sont apparentés). Les examens prennent place dans le camp "E" de Birkenau (où les tziganes sont logés). Ils peuvent sortir du camp "F" pour aller au camp "E", uniquement lors des examens ou procédures médicales. Les frères Klein restent 7 mois dans cette situation. Les "expériences" sur les frères Klein concernent leurs yeux. Ils reçoivent des gouttes dans les yeux, dont ils ne connaissent pas la nature. Les gouttes causent des brulures et ils ne peuvent voir plusieurs jours après. Il y a de nombreuses prises de sang. On leur fait des empreintes dentaires. Ils vivent les dernières semaines du camp d'Auschwitz, quand les nazis se rendent compte que les jours sont comptés avant la fin, jusqu'à leur fuite devant l'arrivée imminente des troupes russes.
Ils survivent et sont libérés par l'armée rouge le 27 janvier 1945.
D'Auschwitz, Agnès Klein est transférée dans le nord de l'Allemagne, près de Hambourg et détenue dans plusieurs camps de travail, incluant une usine souterraine secrète de fabrication de pièces d'avion.

### Libération
Le 28 janvier 1945, Otto Klein et son frère Ferenc Klein, avec un groupe de 36 rescapés, en majorité des jumeaux, d'Auschwitz, vont à pied à Cracovie, puis quittent de la même façon la Pologne.
Ils trouvent des membres de leur famille dans la ville natale de leur mère, trois une tante, et trois cousins, le 5 mars 1945.
Agnés Klein est libérée à Salzwedel par l'armée américaine, le  14 avril 1945. Elle est transférée au Camp de personnes déplacées de Hillersleben, où elle reste 2 mois. Le 26 juin 1945, elle retourne en Hongrie. Elle retrouve ses deux jeunes frères qui vivent à Miskolc, en Hongrie.

### Après la guerre
Atteint de tuberculose, Otto Klein est soigné pendant plusieurs années dans un sanatorium à Davos en Suisse et s'établit ensuite à Genève, devient citoyen suisse et un homme d'affaires. 
En 1948-1949, Frank Klein et sa sœur, Agnès Klein, elle aussi survivante d'Auschwitz,  immigrent aux États-Unis et s'installent à El Paso au Texas où ils ont de la famille (famille Schwartz). Otto Klein ne peut immigrer aux États-Unis, à  cause de la tuberculose.
Agnès Klein épouse en 1956 un survivant de la Shoah, Tibor Schaechner. Ils ont 3 filles : Audrey schaechner (épouse Lavi), Susie Schaechner et Lilian Schechner. Elle est une travailleuse sociale pour le "Texas Department of Human Services", pendant 22 ans.
Frank Klein est mort en 1986, à la suite du rejet d'une transplantation rénale et Agnès Klein est morte en 1998.

### Mémoire de la Shoah
Interrogé, dans le film "My Father", comment il a survécu, Otto Klein répond : « Moi et mon frère avions beaucoup d’auto-ironie »,.
Otto Klein avec Gabor Hirsch fonde en 1994 la « Kontaktstelle für Überlebende des Holocaust » (« Point de contact pour les survivants de la Shoah »). 
En 1998, il est partie civile dans le procès d'un libraire genevois ayant vendu un livre révisionniste de Roger Garaudy.

### Mort
Otto Klein est mort le 24 mars 2014 à Genève, à l'âge de 81 ans, et est enterré le 26 mars 2014 dans cette ville